# Мільтіадіс Еверт
Мільтіадіс Еверт (грец. Μιλτιάδης Έβερτ, 12 травня 1939, Афіни — 9 лютого 2011, Афіни) — грецький політик, колишній лідер партії Нова демократія та мер Афін.

## Біографія
Мільтіадіс Еверт народився 1939 року в Афінах. Закінчив Вищу школу економіки (нині Афінський економічний університет), після чого займався подальшими дослідження в області комп'ютерних наук. Вільно володів англійською мовою. Певний час працював на вищих керівних посадах великих підприємств, туристичних компаній і банків. Зокрема був фінансовим консультантом, а згодом виконавчим директором компанії «Ναυπηγεία Ελευσίνας» (буквальний переклад «Корабельні Елевсина»).
Опублікував численні наукові статті у галузі економіки, оборони, безпеки і зовнішньої політики. Написав кілька книг, в тому числі: «Мирна революція Нової ери», «Караманліс, реформатор», «Греція у світі прийдешньому».
Мільтіадіс Еверт був одружений з фотографом Лізою Вандерпул, мав двох дочок.

### Політична кар'єра
1957 року став членом Ε.Ρ.Ε.Ν., молодіжного крила Національного радикального союзу. 1963 року взяла на себе його управління. В роки перебування при владі військової диктатури «чорних полковників» йому заборонили виїзд з країни.
Згодом після падіння хунти 1974 року став одним із засновників партії Нова демократія. Того самого 1974 року обраний членом Грецького парламенту від Першого Афінського виборчого округу. За два роки вперше посів урядову посаду, став міністром фінансів. 1977 року обраний першим представником від Першої периферіїАфін. 1985 року знову очолив партійних список на виборах і переобраний в Першому окрузі Афін.
1986 році на місцевих виборах у жовтні обраний мером Афін, набравши 54,5% голосів виборців. 1989 року добровільно залишив цей пост, аби взяти участь у парламентських виборах, однак на посаді мера встиг зробити кілька нововведень, зокрема відкрив першу муніципальну радіостанцію в Греції — Athena 98.4 FM.
1990 року він був членом Департаменту політичного планування у виборчій компанії Нової демократії. У муніципальних виборах 14 жовтня 1990 року брав участь і був обраний в муніципальну раду Афін, в той час як мером Афін став Антоніс Тріціс, якого на той час підтримувала також Нова демократія. 26 жовтня 1991 року прем'єр-міністр Константінос Міцотакіс прийняв його відставку з посади міністра при Президенті Республіки.
3 листопада 1993 року, після поразки Нової демократії на та відставки Міцотакіса Мільтіадіс Еверт обраний новим президентом Нової демократії, набравши 141 голос з 182 голосуючих (Іоанніс Варвіціотіс набрав 37 голосів, 4 виборці не підтримали жодного кандидата). Він залишався лідером партії до 21 березня 1997 року, впродовж 4 партійних з'їздів, допоки не був замінений на цій посаду Костасом Караманлісом.

### Відхід від політики
З 19 вересня 2009 року Мільтіад Еверт офіційно повідомив заявив про свій відхід від політики у листі до прем'єр-міністра Караманліса.
Маючи довгу історію проблем із серцем, 10 січня 2011 року Мільтіадіс Еверт був госпіталізований у палаті відділенні інтенсивної терапії госпіталю «Іппократіо» в Афінах. Помер 7 лютого 2011 року.